# Barrou
Barrou és un municipi francès, situat al departament de l'Indre i Loira i a la regió de Centre – Vall del Loira. L'any 2007 tenia 487 habitants.

## Demografia

### Població
El 2007 la població de fet de Barrou era de 487 persones. Hi havia 224 famílies, de les quals 72 eren unipersonals (36 homes vivint sols i 36 dones vivint soles), 84 parelles sense fills, 60 parelles amb fills i 8 famílies monoparentals amb fills.
La població ha evolucionat segons el següent gràfic:
Habitants censats

### Habitatges
El 2007 hi havia 300 habitatges, 219 eren l'habitatge principal de la família, 62 eren segones residències i 19 estaven desocupats. 288 eren cases i 11 eren apartaments. Dels 219 habitatges principals, 167 estaven ocupats pels seus propietaris, 47 estaven llogats i ocupats pels llogaters i 5 estaven cedits a títol gratuït; 1 tenia una cambra, 14 en tenien dues, 37 en tenien tres, 69 en tenien quatre i 98 en tenien cinc o més. 136 habitatges disposaven pel capbaix d'una plaça de pàrquing. A 102 habitatges hi havia un automòbil i a 86 n'hi havia dos o més.

### Piràmide de població
La piràmide de població per edats i sexe el 2009 era:
| Homes | Edats   | Dones |
| ----- | ------- | ----- |
| 0     | 95 o +  | 0     |
| 0     | 90 a 94 | 4     |
| 4     | 85 a 89 | 4     |
| 4     | 80 a 84 | 8     |
| 20    | 75 a 79 | 20    |
| 4     | 70 a 74 | 24    |
| 20    | 65 a 69 | 0     |
| 20    | 60 a 64 | 24    |
| 4     | 55 a 59 | 20    |
| 16    | 50 a 54 | 16    |
| 24    | 45 a 49 | 16    |
| 16    | 40 a 44 | 8     |
| 20    | 35 a 39 | 16    |
| 16    | 30 a 34 | 12    |
| 16    | 25 a 29 | 20    |
| 16    | 20 a 24 | 16    |
| 12    | 15 a 19 | 16    |
| 24    | 10 a 14 | 12    |
| 16    | 5 a 9   | 8     |
| 16    | 0 a 4   | 12    |

## Economia
El 2007 la població en edat de treballar era de 269 persones, 208 eren actives i 61 eren inactives. De les 208 persones actives 184 estaven ocupades (101 homes i 83 dones) i 24 estaven aturades (11 homes i 13 dones). De les 61 persones inactives 18 estaven jubilades, 8 estaven estudiant i 35 estaven classificades com a «altres inactius».

### Ingressos
El 2009 a Barrou hi havia 212 unitats fiscals que integraven 487 persones, la mediana anual d'ingressos fiscals per persona era de 13.859 €.

### Activitats econòmiques
Dels 23 establiments que hi havia el 2007, 1 era d'una empresa alimentària, 2 d'empreses de fabricació d'altres productes industrials, 3 d'empreses de construcció, 9 d'empreses de comerç i reparació d'automòbils, 1 d'una empresa de transport, 2 d'empreses d'hostatgeria i restauració, 1 d'una empresa immobiliària, 3 d'empreses de serveis i 1 d'una empresa classificada com a «altres activitats de serveis».
Dels 8 establiments de servei als particulars que hi havia el 2009, 2 eren tallers de reparació d'automòbils i de material agrícola, 1 establiment de lloguer de cotxes, 2 paletes, 1 guixaire pintor, 1 perruqueria i 1 restaurant.
Dels 4 establiments comercials que hi havia el 2009, 1 era una botiga de més de 120 m², 1 una botiga de menys de 120 m², 1 una fleca i 1 una joieria.
L'any 2000 a Barrou hi havia 26 explotacions agrícoles que ocupaven un total de 1.344 hectàrees.

## Equipaments sanitaris i escolars
El 2009 hi havia una escola maternal integrada dins d'un grup escolar amb les comunes properes formant una escola dispersa.

## Poblacions més properes
El següent diagrama mostra les poblacions més properes.